# Ру, Цезарь
Це́зарь Ру (фр. César Roux, правильнее Сеза́р Ру; 23 марта 1857 — 21 декабря 1934) — швейцарский хирург.

## Биография
Сезар Ру 23 марта 1857 года родился в бедной семье, в которой было 11 детей, отец работал сельским учителем. Ру окончил деревенскую школу в 1868 году, затем поступил в колледж, а после в гимназию в Лозанне, которую окончил в 1876 году, в этом же году поступил на медицинский факультет Бернского университета. Работал сначала препаратором по физиологии, затем ассистентом по анатомии у Кристофа Теодора Эби и наконец по патологической анатомии у Теодора Лангханса. Получив диплом врача в 1880 году, продолжил работу ассистентом, на сей раз у Э. Т. Кохера в больнице Hôpital de l’Isle в Берне. Стажировался также в Вене у Теодора Бильрота и в Галле у Рихарда Фолькмана.
С 1883 года Сезар Ру, перебравшись в Лозанну, работал городским врачом, в 1887 году был назначен хирургом кантональной больницы. В 1890 году с основанием в Лозанне высшей медицинской школы профессор сначала только клинической, а затем и оперативной хирургии. В 1926 году вышел в отставку за достижением предельного срока. Скончался от сердечного приступа 21 декабря 1934 года.

## Научная деятельность
Ру ввёл целый ряд нововведений практического свойства в разработку оперативных приемов и показаний для лечения. Главнейшие из них: разработка вопросов аппендицита и паратифлита, образование нового пищевода из отрезка тонкой кишки (операция Ру — Герцена), игрекообразная гастроэнтеростомия, цепочечный шов для соединения париетальной плевры с висцеральной, методика оперирования паховых и бедренных грыж и др.
Среди учениц Ру — Вера Коростовцева (1886 г. р.) из Екатеринославской губернии, получившая высшее образование в Лозанне в 1911, а также известный хирург Вера Гедройц.

### Основные публикации
- Roux, C. (1880). Beiträge zur Kenntniss der Aftermuskulatur des Menschen. Archiv für mikroskopische Anatomie, 19(1), 721—733. DOI:10.1007/BF02952712
- Roux, C. (1881). Contribution to the knowledge of the anal muscles in man. Arch Mikr Anat, 19, 721—723.
- Roux, C. (1900). Les anastomoses intestinales et gastrointestinales. Rev Gynec Chir Abdom, 4, 787—796.
- Roux, C. (1893). De la gastroenterostomie. Revue de chirurgie, 13, 402—403.
- Roux, C. (1907). A new operation for intractable obstruction of the esophagus (L’oesophago-jejuno-gastrosiose, nouvelle operation pour retrecissement infrachissable del’oesophagus). Semin Med, 27, 34-40.
- Roux, C. (1927). Resection of the rectum and colon through the anal sphincter: Post-operative results. Practitioner, 118(May), 284—293.